# بازآرایی پومرر
بازآرایی پومرر (انگلیسی: Pummerer rearrangement) گونه‌ای از واکنش بازآرایی در شیمی آلی است که طی آن یک آلکیل سولفوکسید در حضور یک استیک انیدرید به یک آلفا-آسیلوکسی تیواستر تبدیل می‌شود.